# Набій центрального запалення

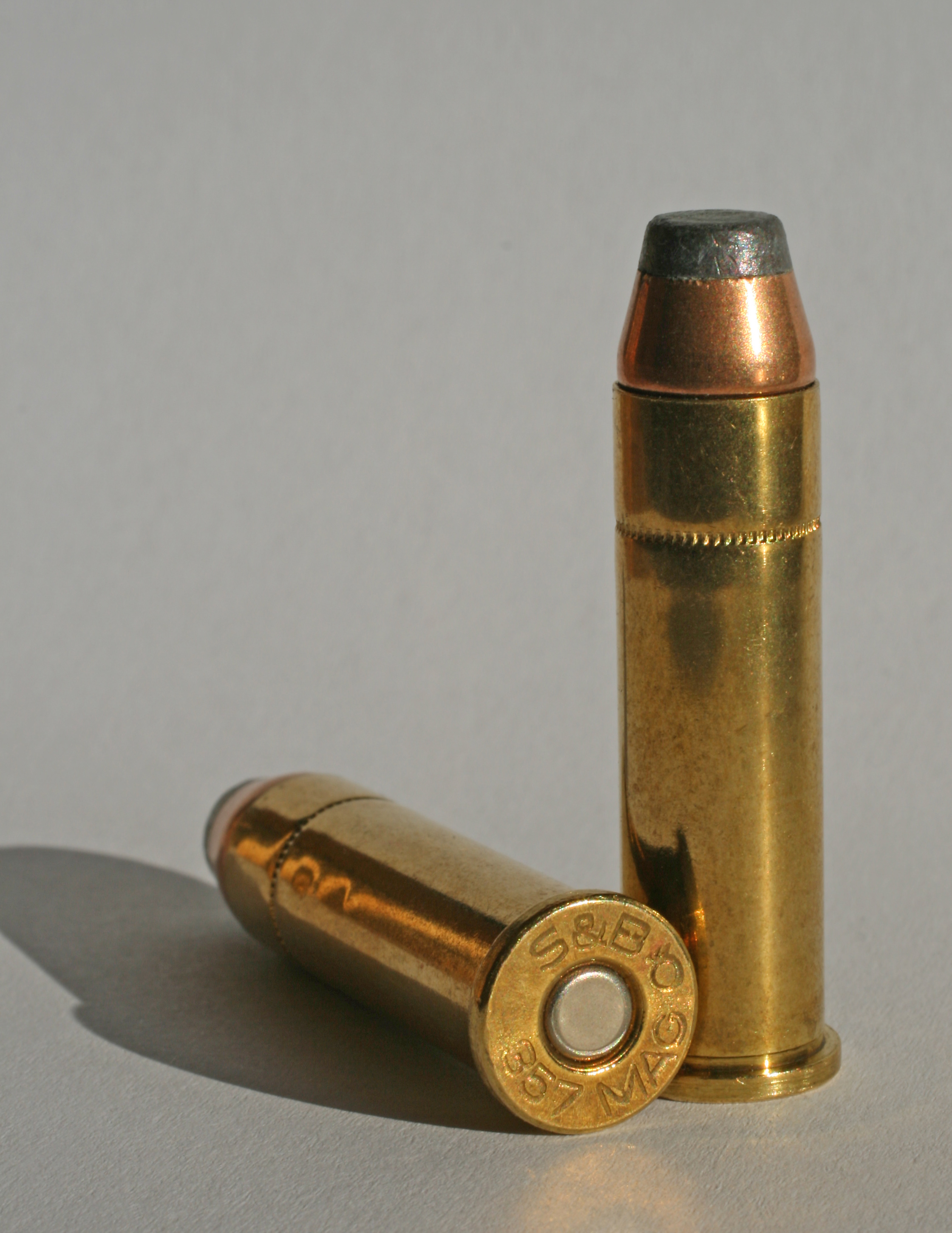
Набій центрального запалювання .357 Магнум

Зліва направо: набої центрального запалювання з капсюлями Боксера та Бердана, а також один з типів набоїв з боковим запалюванням

Набій центрального запалення це металевий набій для вогнепальної зброї де капсуль розташовано по центру донця гільзи. На відміну від кільцевого запалення, капсуль набою центрального запалення зазвичай це окремий компонент, який встановлено заглиблену порожнину в гільзі і заміняється при перезнаряджанні.
Набої центрального запалення витіснили набої кільцевого запалення усюди, окрім набоїв дрібних калібрів. Зараз загалом пістолети, гвинтівки та рушниці використовують набої центрального запалення, за винятком кількох пістолетних та гвинтівкових набоїв .17, .20 та .22 калібру, дрібнокаліберних рушничних набоїв, а також кілька давніх (і загалом застарілих) набоїв.

## Історія
Перший набій центрального запалення, без ударного капсулю, винайшов в період з 1808 по 1812 роки Жан Самюель Полі. Це був також перший повністю інтегрований набій, де обтюрацію виконував сам набій. Інший вид набою центрального запалення було винайдено французом Клементом Поттетом в 1829 році; проте, Pottet не вдосконалював свій набій до 1855 року. Набій центрального запалення покращували Беатус Берінгер, Бенджамін Ульє, Гастін Ренетт, Smith & Wesson, Чарльз Ланкастер, Жюль-Фелікс Гевело, Джордж Морзе, Франсуа Шейде, Хайрем Бердан та Едвард Муньє Боксер.

## Переваги

Порівняння запалення в набоях центрального і кільцевого запалення

Набої центрального запалення є більш надійними для військового використання, оскільки товстіші металеві гільзи можуть витримати більш жорстке поводження без пошкодження, і безпечніші у використанні, оскільки вибухонебезпечна зарядна суміш у виступаючому кільці, швидше за все, спрацює від випадкового удару, якщо набій з кільцевим запаленням впаде. Міцне донце гільзи набою центрального запалення може витримати високий тиск, що збільшує швидкість та енергію кулі. У той час як гільзи набою центрального запалення вимагають складного і дорогого виробничого процесу, поводження з вибуховою речовиною спрощується за рахунок виключення процесу обертання, необхідного для рівномірного розподілу запалюючої вибухової речовини у фланці, через те що, не відомо в який кутовий сегмент фланцю набою влучить бойок. Набої кільцевого запалення великого калібру потребують більшого об'єму запалювальної речовини аніж набої центрального запалення такого ж самого калібру, що може привести до небажано високого тиску під час запалення. Зменшення кількості запалювальної речовини знизить надійність запалювання в набої кільцевого запалення, що збільшує ймовірність осічки набою.
Економію масштабу можно досягти завдяки змінним капсулям для різноманітних калібрів набоїв центрального запалення. Дорогі індивідуальні латунні гільзи можна використовувати повторно замінивши капсуль, порох та кулю. Ручне перезаряджання є перевагою для гвинтівок де використовують застарілі або малопоширені набої центрального запалення, наприклад, набій 6.5×54mm Mannlicher–Schönauer або великі калібри, наприклад, .458 Lott, для яких амуніція може бути дорогою. Дульце деяких гільз можна обжати для використання застарілих куль або створення кустарних набоїв. Сучасні набої калібру більшого за .22 є зазвичай набоями центрального запалення. Затвори, придатні для патронів кільцевого запалення більшого калібру, втрачали популярність до того часу, поки попит на них перестав перевищувати виробничі витрати і вони застаріли.

## Капсулі

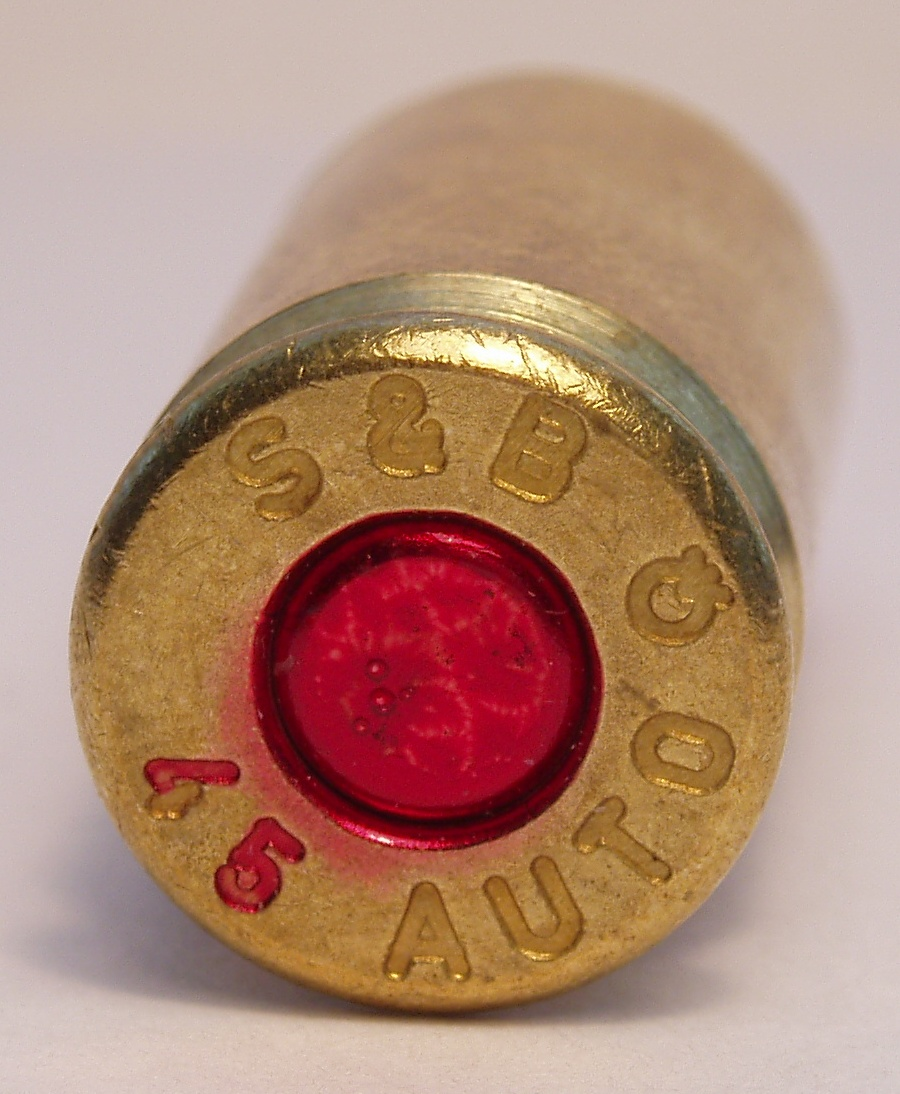
Капсуль цього набою вкритий червоним лаком, що запобігти потраплянню мастила або вологи на пороховий заряд і заряд капсулю.

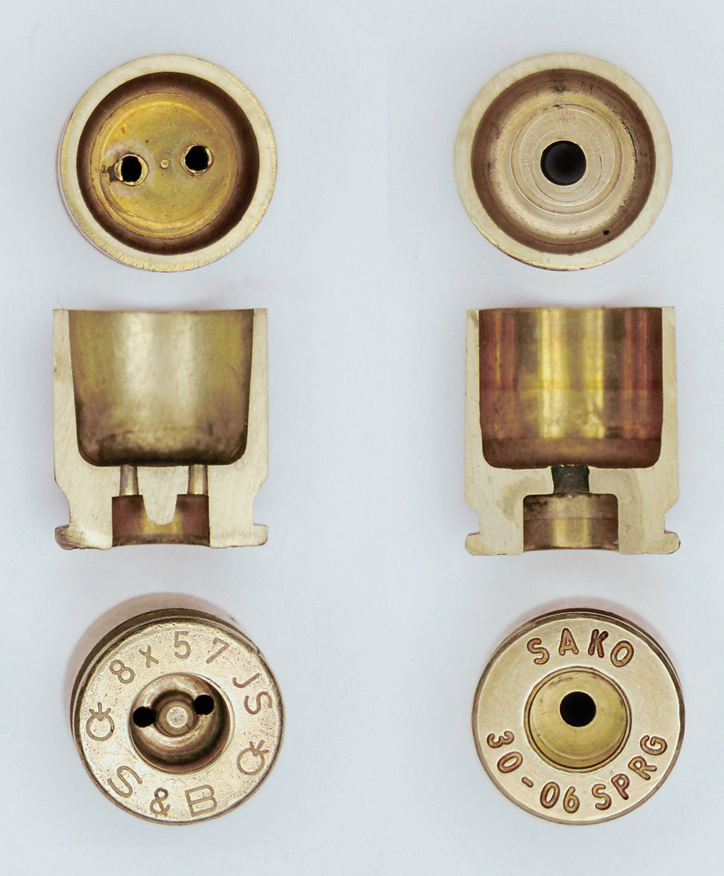
Капсульні гвинтівкові набої Бердан (ліворуч) та Боксер (праворуч).

Відмінною рисою набою центрального запалення є капсуль, який має вигляд металевого ковпачка з вибуховою речовиною, який вставлено в заглиблення в центрі донця гільзи. Ударник руйнує вибухову речовину між ковпачком та ковадлом після чого виникає гарячий газ і потік розпечених часточок які запалюють основний заряд пороху. Капсулі Бердана та Боксера відносять саме до «центрального запалення», вони не є взаємозамінними на рівні капсулю; проте, одна і та сама зброя може стріляти набоями з капсулями Бердана або Боксера якщо розміри однакові.
Візуально відрізнити ці два капсулі в спорядженому набої майже не можливо, хоча на стріляній гільзі можно побачити два (або більше) отвори для запалення, якщо використано капсуль Бердана або один великий отвір якщо використано капсуль Боксер. Капсуль Бердана є дешевшим у виробництві і більше поширений в військових боєприпасах, які випускають за межами США.

### Капсуль Бердана
Капсуль Бердана отримав свою назву на честь американського винахідника з Нью-Йорка Хайрема Бердана, який винайшов перший варіант капсуля і запатентував його 20 березня 1866 року, патент U.S. Patent 53 388. Невеликий мідний циліндр утворював корпус набою, а капсуль впресовувався ззовні донця гільзи навпроти кулі. Під капсулем був невеликий отвір, а також невеликий соскоподібний виступ (пізніше відомий як ковадло) з гільзи, щоб бойок міг розбити капсуль і підпалити заряд. Така система дозволяла спорядити набій капсулем перед пострілом, а також легко перезарядити набій для повторного використання.
Проте на практиці виникли складнощі при впресовуванні капсуля в мідну гільзу, виникало здуття гільзи, що ускладнювало заряджання зброї. Для вирішення цієї проблеми Бердан почав використовувати латунні гільзи, а також модифікував процес встановлення капсуля в гільзу, як зазначено в другому патенті на капсуль Бердана від 29 вересня 1868 року, патент U.S. Patent 82 587. Функціонально капсуль Бердана залишився незмінним і до тепер.
Капсулі Бердана схожі на ті, що використовувалися в капсульній зброї. Це невеликі металеві ковпачки з чутливою до тиску вибухівкою. Сучасні капсулі Бердана запресовані в «капсульну кишеню» в гільзі типу Бердана, де вони розташовані трохи нижче рівня донця гільзи. Всередині капсульної кишені є невелика опуклість, «ковадло», яка розташована посередині капсулю, з боків ковадла є два (зрідка один або три) невеликі отвори по яким спалах від капсулю потрапляє в гільзу. Гільзи Бердана багаторазові, але процес перезарядки складний. Використаний капсуль треба прибрати, це роблять, зазвичай, гідравлічним тиском або кліщами чи важелем, який виштовхує капсуль з донця. Новий капсуль встановлюють над ковадлом, а потім завантажують порох і встановлюють кулю.

#### Капсуль з одним отвором в центрі
В період з 1880-х по 1940-ві роки багато невеликих європейський армій заміняли боєприпаси використовуючи так звану австрійську систему або систему Рота, названу так на честь Георга Рота, фабрика якого у Відні запатентувала цю систему в 1902 році, хоча вона була відома ще з початку 1880-х, де в середині ковадла був лише один отвір для передачі спалаху.

### Капсуль Боксера

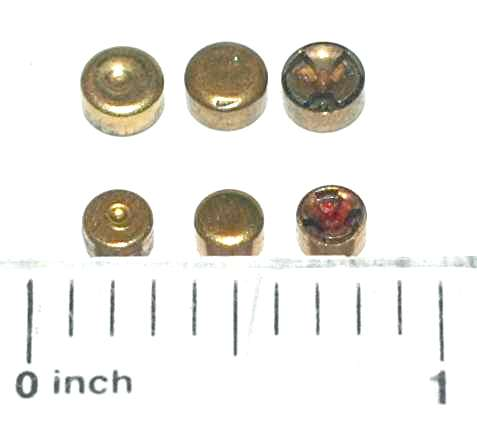
Великі (верхній ряд) та малі (нижній ряд) пістолетні капсулі Боксера. (Зліва направо, стріляний, не стріляний і вид зсередини.) Трипелюстковий об'єкт всередині капсулю є ковадломl.

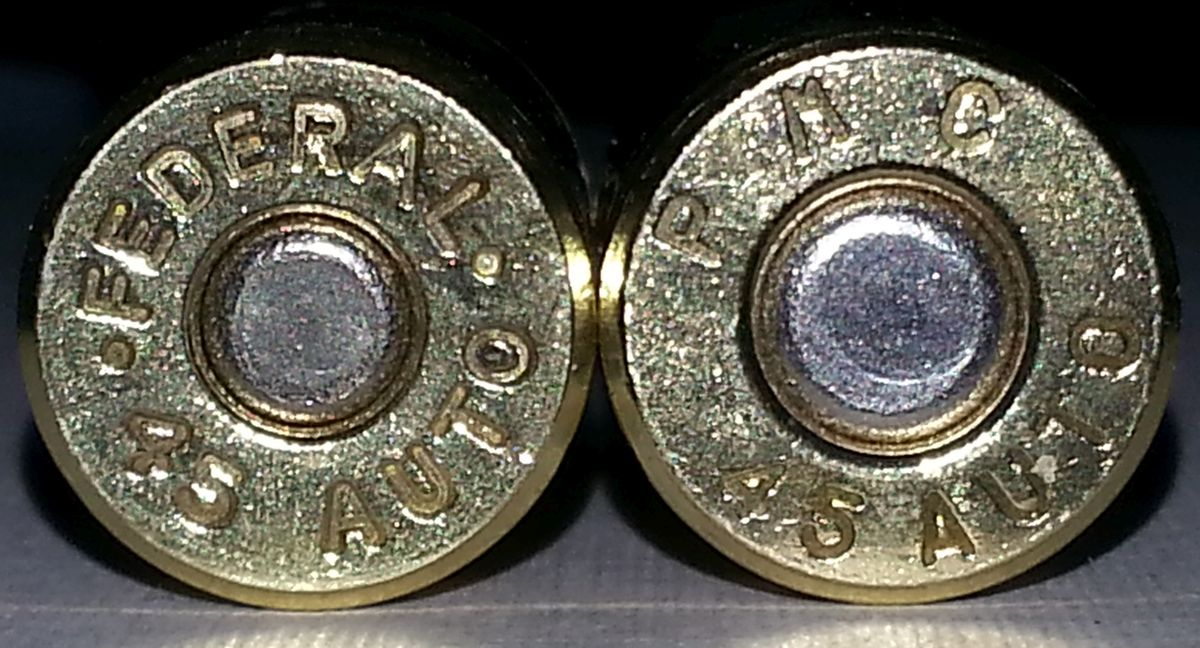
Один і той самий набій (в данному випадку .45 ACP) може мати різні за розміром капсулі залежно від виробника.

В той саме час полковник Едвард Муньє Боксер з Королівського арсеналу в Вулвічі, Англія працював над конструкцією капсулю для набоїв і запатентував його в Англії 13 жовтня 1866 року, а 29 жовтня 1869 року отримав патент в США, патент U.S. Patent 91,818.
Єдиною відмінністю капсуля Боксера від капсуля Бердана є розташування ковадла. В капсулі Боксера ковадло це окрема частина розташована в чашці капсуля і здатна надати достатній супротив при ударі бойка та роздавити чутливу до тиску суміш запалення. Кишеня капсуля має один отвір в центрі для відведення спалаху. Таке розташування не впливає на продуктивність набою, але полегшує заміну стріляного капсулю при перезарядці, оскільки достатньо вставити стрижень у отвір і виштовхнути обидві частини капсулю. Новий капсуль з ковадлом запресовують в гільзу за допомогою пресу або ручного інструменту. Капсулі Боксера поширені серед виробників боєприпасів для цивільного ринку в США.
Боєприпаси з капсулями Боксера виробляти дещо складніше, оскільки капсуль складається з двох частин на додачу до суміші, яка є чутливою до тиску, але автоматизоване виробництво дозволило випускати капсулю тисячами усунувши цю проблему. И хоча капсуль зробити дещо складніше, гільзу легше зробити, використовувати та перезаряджати.
Ранні капсулі випускали з різними параметрами та продуктивністю. Певна стандартизація відбулася там де економія на масштабах приносить користь виробникам боєприпасів. Капсулі Боксера на ринку США є різних розмірів в залежності від застосування.
Вони є наступних типів/розмірів:
- 0.175" (4,45 мм) малий пістолетний та з товстішим або міцнішим металевим ковпачком малий гвинтівковий капсулі призначені для використання з зарядами високого тиску в зброї з потужним ударом бойка
- 0.209" (5,31 мм) капсулі для рушничних набоїв та сучасної дульнозарядної зброї, з використанням заводських капсулів Боксера в середині конічного фланцевого латунного ковпачка
- 0.210" (5,33 мм) великий гвинтівковий та з тоншим або м’якшим металевим ковпачком великий пістолетний капсулі для використання з зарядами низького тиску в зброї з легким ударом бойка. Великі гвинтівкові капсулі також вищі на 0.008" за великі пістолетні капсулі.[11][12]
- 0.315" (8,00 мм) капсулі .50 BMG, використовують у набоях для кулемета .50 Browning та в кустарних набоях

Приклади використання:
- .38 Special, малий пістолетний стандартний
- .357 Magnum, малий пістолетний магнум
- .45 ACP, великий пістолетний стандартний, малий пістолетний стандартний (рідше)
- .44 Magnum, великий пістолетний магнум
- .223 Remington, малий гвинтівковий стандарт
- .308 Winchester, великий гвинтівковий стандарт
- .270 WSM, великий гвинтівковий магнум

Розмір капсулю залежить від капсульної кишені набою, зі стандартними типами, доступними у великому або малому діаметрі. Заряд вибухової речовини капсюля залежить від кількості енергії яка потрібна для запалювання, що визначено конструкцією набою; стандартний капсуль будуть використовувати для невеликих зарядів або швикогорючих порохів, в той час як капсулі магнум треба використовувати дл великих зарядів або повільногорючих порохів або важких зарядів. Гвинтівкові, великі та магнум капсулі збільшують енергію запалювання, яка надходить до пороху, забезпечуючи більш гаряче, сильніше та/або тривале полум'я. Пістолетні набої зазвичай менші ніж сучасні гвинтівкові набої, тому їм потрібне менше полум'я ніж у гвинтівки. Фізична різниця між пістолетним та гвинтівковим капсулем полягає в товщині стінок ковпачка капсуля; оскільки пістолетні набої мають менший тиск ніж гвинтівкові, їхні капсульні ковпачки тонші, м'якіші та легше запалюються, в той час як гвинтівкові капсульні ковпачки товщі та міцніші, тому для запалення потрібен потужніший удар бойка. Не зважаючи на назви пістолетний та гвинтівковий, капсулі використовують залежно від набою, а не від зброї; деякі пістолетні набої з високим тиском, такі як .221 Fireball та .454 Casull, мають гвинтівкові капсулі, а набої з низьким тиском для пістолетів та револьверів, такі як .32 та .380 Autos, 9mm Luger, .38 Special, .357 Magnum, .44 Magnum і .45 ACP, а також традиційні револьверні набої, такі як .32-20, .44-40 та .45 Colt, які також використовують у гвинтівках важільної дії, до сих пір заряджають пістолетними капсулями. Однак майже всі гвинтівкові набої, мають гвинтівкові капсулі.

### Капсулі рушничних набоїв

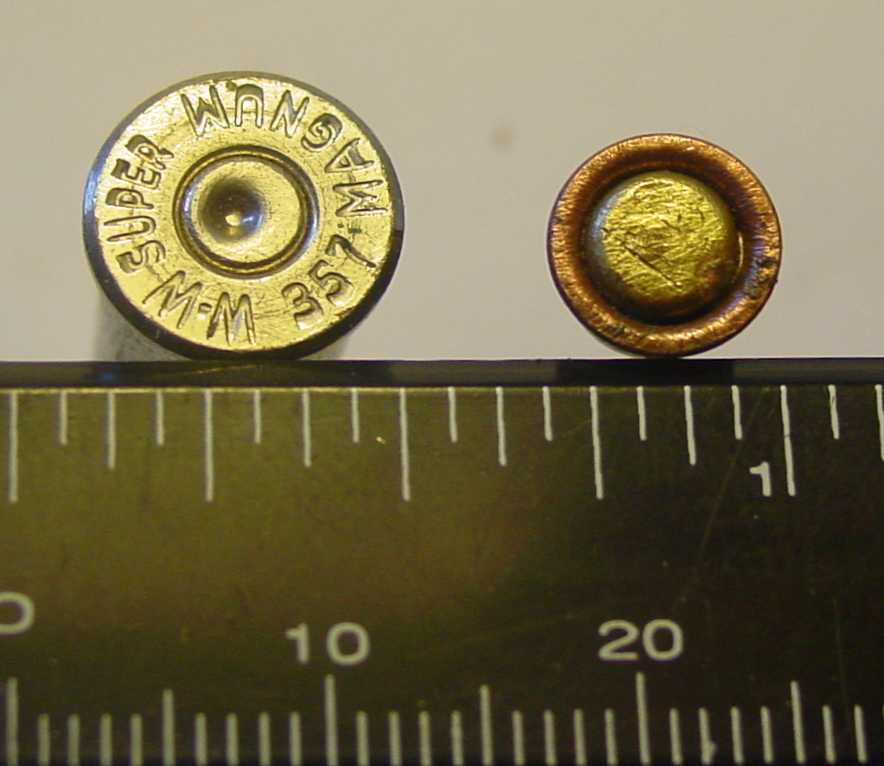
Стріляна гільза пістолетного набою нащо вказує заглиблення від бойка та рушничний (праворуч) капсуль.

Всі сучасні рушничні набої (окрім спеціальних .22 «щурячих» набоїв кільцевого запалення) є набоями центрального запалення. Такі набої мають великі, специфічні рушничні капсулі зроблені на базі системи Боксера, де капсуль має ковадло до якого бойок притискає вибухову речовину для детонації.
Рушничні капсулі використовують для заміни капсульної системи запалення в сучасній зброї під димний порох, а в деяких випадках і в звичайних набоях, зокрема 6mm Pipet.